# گیتار هیرو (بازی ویدئویی)
گیتار هیرو (انگلیسی: Guitar Hero) یک بازی ویدئویی در سبک ریتم موزیک است که توسط هارمونیکس توسعه یافته و به‌وسیلهٔ RedOctane و در نوامبر سال ۲۰۰۵ و در پلت‌فرم پلی‌استیشن ۲ منتشر شده‌است. این بازی اولین قسمت از مجموعه بازی‌های گیتار هیرو محسوب می‌شود.